# متسا بورد
متسا بورد (انگلیسی: Metsä Board) شرکت بسته‌بندی فنلاندی است، که در سال ۱۹۸۶ تأسیس شد.